# 塩化ベンゼトニウム
塩化ベンゼトニウム（えんかベンゼトニウム、benzethonium chloride）は、陽イオン界面活性剤の一種。塩化ベンザルコニウムと同じく殺菌作用があり、逆性石鹸として殺菌・消毒用に用いられる。マキロンの有効成分の一つ。

## 概要
塩化ベンゼトニウムは、嗽薬やマキロン（傷薬）の殺菌成分として広く一般に用いられるほか、逆性石鹸液としてハイアミン、エンゼトニン、ベゼトンなどの商品名で水溶液が市販されており、手指、粘膜、機器消毒の用途に使われる。逆性石鹸という消毒剤の性質上、グラム陽性・陰性細菌には有効である。また、石けんなど陰イオン界面活性剤の併用で作用が減弱する。